# Iglesia del Seminario de Belén
La iglesia del seminario de Belén (en portugués: Igreja do Antigo Seminário de Belém de Cachoeira) es una iglesia y antigua escuela en Cachoeira, Estado de Bahía, Brasil. El seminario fue fundado en 1686 por los jesuitas y fue la primera escuela de la orden en Brasil fuera de la ciudad de Salvador. El seminario fue hogar de ocho sacerdotes y entre 100 y 140 estudiantes. Los jesuitas tenían un número igual de esclavos de origen africano en el seminario. El complejo del seminario quedó en ruinas después de la expulsión de los jesuitas de Brasil en 1759. La iglesia es la única estructura que queda del seminario y está dedicada a Nuestra Señora de Belén. Conserva muchos elementos de la arquitectura colonial portuguesa del siglo XVII. La Iglesia del Seminario de Belén fue catalogada como estructura histórica por el Instituto del Patrimonio Histórico y Artístico Nacional en 2005.

## Historia
La iglesia del seminario de Belén fue el establecimiento jesuita más grande de la región del Recôncavo (el área alrededor de la bahía de Todos los Santos). Fue fundada en 1686 por el padre Alexandre de Gusmão, un educador jesuita portugués. El seminario fue construido en un terreno donado por João Rodrigues Adorno, hijo de Gaspar Rodrigues Adorno, fundador de Cachoeira, a 7 kilómetros (4,3 mi) al norte de la plantación de caña de azúcar y el pequeño pueblo de Adorno.
Gusmão fundó la iglesia para educar a los hijos de los colonos portugueses en el Recôncavo; los estudiantes de ascendencia mestiza, africana e indígena fueron excluidos del seminario. Además, el seminario solo admitía estudiantes de la región del Recôncavo y del interior de Bahía; los estudiantes de Salvador también fueron excluidos de la escuela, teniendo su propia escuela en la ciudad. La familia de Aragão de Menezes donó un terreno para el establecimiento, que estaba ubicado cerca de una aldea indígena. La iglesia fue construida al mismo tiempo. Los estudiantes del seminario tenían entre doce y diecinueve años y, a diferencia de los estudiantes de Salvador, vivían exclusivamente en el seminario y pagaban la matrícula. En cambio, los estudiantes del seminario jesuita de Salvador permanecieron con su familia y asistieron sin pagar matrícula. La iglesia, que originalmente se encontraba en medio del complejo del seminario, se completó en 1701. El padre Gusmão murió en 1709 en el seminario. Tras la expulsión de los jesuitas de Brasil en 1759 el complejo quedó en ruinas.

## Ubicación
La Iglesia del Seminario de Belén está ubicada en medio del lado más grande de un césped a gran escala. La región es llana y relativamente alta, con clima muy templado. Según un inventario de 1760 realizado después de la expulsión de los jesuitas, toda la finca constaba de una gran residencia de seminario, la iglesia, las habitaciones de los esclavos y un pozo que abastecía de agua dulce. Estos estaban rodeados por un foso que servía de barrera protectora.
La iglesia es la única estructura que queda del conjunto arquitectónico original; las residencias de esclavos, o senzala, eran de construcción de adobe. Estos se degradaron con el tiempo y fueron demolidos. El espacio que permanece en pie en la actualidad, dominado por la estructura de la iglesia, está rodeado por pequeñas casas que reemplazaron a las senzalas. La iglesia y las residencias que la rodean ahora se conocen como Población de Belén de Cachoeira.

## Estructura
La Iglesia del Seminario de Belén consta de una sola nave y sacristía de crucero, flanqueada por corredores laterales, superpuestos por galerías y tribunas. La nave y la capilla mayor de la iglesia están completamente rodeadas por un magnífico balcón elevado; su diseño puede haber sido influenciado por la Iglesia de Santo Tomás, en Thumpoly, Kerala, India, construida también por los jesuitas en 1600.
La fachada actual, con frontón rococó y cuatro ventanas corales, data de finales del siglo XIX. La fachada está dividida en tres partes por pilastras. La iglesia tiene un solo portal con cuatro ventanas de tamaño completo en el nivel del coro.

### Campanario
El campanario piramidal a la izquierda de la fachada está revestido con azulejos al estilo embrechado del siglo XVII, utilizando porcelana china, azulejos y placas como materiales para el techo y la ornamentación. La vajilla es de Macao y fue llevada al Recôncavo a través de las rutas comerciales de los portugueses. El uso de embrechado en el techo del campanario de una iglesia también es común a otras iglesias en Salvador y el Recóncavo bahiano, incluyendo la Iglesia y Convento de San Antonio y la Capilla de la Tercera Orden en São Francisco do Conde; la Iglesia de Santo Antônio en Cairu, y la Iglesia del Monte, también en Cachoeira.

### Interior
La Iglesia del Seminario de Belém se destaca por sus ricas pinturas en el techo con influencia china de Charles de Belleville (1657-1730), un pintor, escultor y carpintero jesuita. De Belleville, un jesuita francés, trabajó en la corte imperial china durante nueve años. Se enfermó durante su regreso a Europa en 1707 y se quedó en Salvador, Bahía. Permaneció en Brasil a principios del siglo XVIII, concretamente en Cachoeira, hasta su muerte en Salvador. Completó numerosas obras de arte en estilo chino. Las pinturas del techo de la sacristía de la Iglesia de Belém de Cachoeira son las únicas obras directamente atribuidas a De Belleville. Tiene un fondo en negro con pasiflora estilizada (Pasiflora edulis, originaria de Brasil), lilas y peonías, todo en rosa vivo y blanco. Los bordes y el centro de los paneles tienen un motivo decorativo de oro chino; el efecto general imita el trabajo de lacado chino. Ha sido descrita como "la obra de arte de estilo asiático más auténticamente realizada en América del Sur" por Gauvin Bailey.

## Protección
La Iglesia del Seminario de Belém fue catalogada como estructura histórica por el Instituto Nacional del Patrimonio Histórico y Artístico en 1938 con el número de inscripción 122.